# Beni Enzar
Beni Enzar (en árabe: بني انصار‎, en lenguas bereberes: ⴰⵢⵝ ⵏⵙⴰⵔ, en francés: Beni Ensar) es un municipio y una ciudad portuaria del nordeste de Marruecos. Ubicada en la región del Rif, a doce kilómetros al norte de Nador, limita al norte con la ciudad autónoma española de Melilla. Cuenta con una población de 56 582 habitantes (en 2014) y una superficie de 20 hectáreas (0,2 km²).
Pertenece administrativamente a la provincia de Nador, en la región Oriental. El clima es árido, las precipitaciones son variables, con una media anual de 200 mm.
El puerto de Beni Enzar es uno de los principales puertos de Marruecos. El desarrollo del núcleo urbano se encuentra constreñido por los contrafuertes del monte Gurugú y la vía rápida situada al oeste por un lado, y la Mar Chica, la vía férrea y la zona industrial del puerto, por el otro.